# シンクロナイズド (ジャミロクワイのアルバム)
『シンクロナイズド』 (Synkronized) は、1999年に発売されたジャミロクワイのアルバム。

## 概要
- 日本での売り上げは、約73万枚と最も高い。
- 最初の収録は1998年1月から7月にロンドン市内のスタジオで行われ、この時のベーシストはスチュワート・ゼンダーだったが、その後ゼンダーが離脱したためレコーディングした曲を全てお蔵入りにした(後述の「メンバーの離脱」参照)。新たに加入したニック・ファイフのベース演奏で再収録をし、再収録は1999年初めから5月にバンドリーダーであるジェイ・ケイの自宅敷地内のスタジオ(チリントンスタジオ)で行われた[1]。
- アルバムのタイトル「シンクロナイズド(同期)」はバンドメンバーを繋げるとか、デビューからこれまでのジャミロクワイの音楽を繋げるとか、いろいろなジャンルの音楽を繋げるという意味を含む[2]。
- 収録曲は全部で11曲で、そのうち7曲はニック・ファイフがベースを演奏して収録したが、残りの4曲はキーボード担当のトビー・スミスがシンセサイザーでベース音を出して収録したものである。しかしコンサートの時はシンセの録音音源ではなく、ベースの生演奏である(詳細は「ニック・ファイフ」参照)。
- ジェイ・ケイは、ロンドン郊外の自宅スタジオでライナーノーツの宮子和眞に対し、アルバムについてこう発言している。「そもそもは、ダンス・クラシックとなるようなアルバムを作りたかったんだ。もちろん、ダンス・ミュージックといってもいろんなタイプの音楽があるわけで、中には打ち込みだけで作られるダンス・ミュージックもある。でも、僕らは演奏のすべてを生楽器でまかなうライヴ・バンドなわけだろう？そうなると、選択肢として自然とディスコ的なファンクってやつが浮かび上がってきたんだ。それに、過去のアルバムを聴き返してみると、どうもビート感が緩いような気がした。だから、今回はよりタイトなビートが詰まったアルバムを作ってみたくなったんだよ」

## 楽曲詳細
- 「キャンド・ヒート」参照
- 「ディーパー・アンダーグラウンド」参照
- 「ブラック・カプリコーン・デイ」参照
- 「キング・フォー・ア・デイ」参照
- 「スーパーソニック」参照

### フォーリング (Falling)
- ケイが愛している人(女性)についてであると語られた(ジェイ・ケイの「交際」参照)[3]。

### バタフライ (Butterfly)
- 前述「概要」の通りアルバムの再作曲中、一番最後に生み出された曲である。非常に急いでおり、どんな歌詞を書こうか悩んだ末に蝶々を書こう思い立ち、次の瞬間外を見ると本当に蝶々が飛んでいた[4]。

## メンバーの離脱
このアルバムの制作期間中である1998年10月5日、ベースのステュアート・ゼンダーが既に9月末の時点で離脱していた事が公式発表された。公式な離脱理由は発表されなかった。この時点のジャミロクワイは前年の1997年にグラミー賞を取り、MTVで10部門もノミネートされた超一流バンドであったため離脱理由の憶測報道が飛び交い、後任として加わりたい有名な人材もおり大きな話題になった。また、曲を作り(作詞作曲権料)、歌い(著作隣接権料)、自宅音楽スタジオで収録し(原盤権料の一部)、ソロでのCMやテレビの出演もしていたケイは年収2800万ポンドとも報道されており、他のバンドメンバーとの大きな生活格差も話題になっていた。
ケイとマッケンジーの説明：
1999年5月にバンドリーダーのジェイ・ケイとドラムのデリック・マッケンジーがテレビと新聞に内情を語った。
レコーディングは1998年1月から7月まで行われ９曲の収録が完了していたが、この期間中にゼンダーによる自分勝手な行動や、個人のキャリアを優先しようとするような行為があり(この年ゼンダーはジャミロクワイ以外の4組のアーティストからアルバム収録参加のオファーを受けている。詳細はゼンダーの「参加アルバム」参照)、他のメンバーと対立した。メディアに出るのはリーダーのケイばかりであり、それで良いと思っていたメンバーがいる一方で、もっと前に出たかったメンバー(例えばゼンダー)もいた様子も語られた。また、作詞作曲は主にケイとスミスが主に行っているが、ゼンダーや他のメンバーが作った和音やメロディーが曲に取り入れることになればクレジットしている事も語られた(クレジットされたメンバーには印税が発生する)。
1998年9月、ゼンダーはジャミロクワイを辞める事になった。このままアルバムを発売すれば権利をめぐって訴訟にもなり得るため、全ての曲を書き直し、新しいベーシストを雇って再レコーディングする事をケイは決めた。
前回のアルバム売上は1998年の時点で700万枚を超えてまだ伸び続けており、おそらく800万枚に届くだろうと言われていた(結果的に820万枚売り上げた)。今回はそれ以上が期待されている中、9曲全てを書き直したり新たに生み出す事は非常に苦労した。
６週間(9月と10月)かけてオーディションをし、10月末にニック・ファイフが加入し、９曲全てを収録し直し、さらにゼンダー離脱問題の苦悩を歌った「キング・フォー・ア・デイ」とボーナス曲を加えて11曲構成のアルバムとして1999年6月に発売された。当初より半年遅れの発売となった(新ベーシスト加入の経緯は「ニック・ファイフ」参照。
ゼンダーと比べてファイフは共同作業がしやすいと語られた。
ゼンダーの説明：
はっきりと1つの理由が挙げられたわけではなく、複数の理由が数年に渡っていた事が複数のメディアで伝えられた。
- ベースの重要性：ベースに関してゼンダーとケイは時々違った感性を持っており、その場合ゼンダーの意見は採用されていなかった。例えば楽曲「コスミック・ガール」の場合、複雑なベースを入れたいゼンダーと、シンプルでも良いと考えるケイとでは描いている曲のイメージが違い、リーダーはケイなので最終的にケイの意見が通って曲が完成された[10][11]。
- 作曲クレジット：ベースのゼンダーとギターのサイモン・カッツがコードを作曲した後、ケイやスミスがやってきて編曲し、最終的な作曲者はケイとスミスのみになっていたが(印税はケイとスミスのみに入る)、元々はゼンダーととカッツが作ったためクレジットして欲しかった[12]。
- 10代の頃の扱われ方：18歳でバンドに加入し、最年少メンバーだった。コンサートツアーのために毎日何ヶ月も長距離を移動する生活をしている最中、ケイから尊厳を損なうような言葉を何度か浴びせられていた[12]。
- 代替可能な人材：シングル「スペース・カウボーイ」が先行発売された時のベースの音にケイは納得いっていなかったようで、アルバム版のために再レコーディングしてほしいとゼンダーに頼んできた。しかしゼンダーはレコーディングは全て完了したと思って当時交際中のミラ・ジョヴォヴィッチとの旅行の予約をしてしまっていた。ケイは強く頼まずゼンダーを旅行に送り出し、別のベーシストを雇ってアルバム版を再収録した。旅行から帰ってきたゼンダーはケイが別の人材を雇ったことを知って複雑な思いだった。

サイモン・カッツの離脱：
1998年、タブロイド誌にはベースのゼンダーとギターのカッツがジャミロクワイを離脱する噂が書かれた。だいぶ後になって当時実際にギターのオーディションを受けた人物(残念ながらこの人物は合格しなかった模様)がその時のことを語っており、ゼンダーとカッツはケイからの扱われ方に満足していなかったと言う。1998年中に辞めたのはゼンダーだけで、カッツは2000年前半まで務めた。
このアルバムで、カッツは「キング・フォー・ア・デイ」の作詞に加わらず、「キャンド・ヒート」の収録に参加していない。
カッツに入れ替わってギターを担当しているロブ・ハリス曰く、ジャミロクワイの演奏はキーボードが中心でギターのパートが非常に少なく、サビでちょろっと数小節弾くだけの曲もあり、加入した時とても驚いたと語っている。大ヒットした「ヴァーチャル・インサニティ」もサビでしかギターは必要なく、カッツは曲が始まっても手持ち無沙汰な状況がテレビによく映っていた。カッツはわりと穏やかな性格であり辞めた後もメンバーと連絡をとっているため、満足はしてなかったかもしれないが友好的に辞めた事がうかがえる。
アルゼンチンでの記者会見：
1999年10月18日、コンサートのためアルゼンチンを訪れたジャミロクワイは記者会見を開き、ケイ、マッケンジー、スミス、ファイフが会見に出席した。ゼンダー脱退についてケイとマッケンジーが説明を行った一方、スミスとファイフは無言だった。この会見のビデオは長らく表に出ていなかったが、2022年になって公開された。
- 過去3〜4年に渡ってゼンダーは自分のキャリアだけを考えた行動をとっていた
- たびたびメンバーの陰口を言っていた
- イギリス全国紙にゼンダーがケイを中傷する悪口が載った事が引き金となり、ケイがゼンダーの首を切った
- ゼンダーが自分から辞めたのではない
- メンバー全員がゼンダーによる悪口や態度に頭に来ており、もうとにかくゼンダーとのいざこざを終わりにしたかった
- もしゼンダーがこのままバンドに留まればバンドの人間関係はさらに悪化するだけであったため、ゼンダーの首は避けられない状況だった

## 売上ランキング
| 国別チャート                           | 最高順位 |
| -------------------------------------- | -------- |
| オーストラリア (ARIA)                  | 1        |
| オーストリア (Ö3 Austria)              | 2        |
| ベルギー (Ultratop Flanders)           | 4        |
| ベルギー (Ultratop Wallonia)           | 6        |
| カナダ (RPM)                           | 8        |
| オランダ (MegaCharts)                  | 6        |
| European Albums Chart                  | 1        |
| フィンランド (Suomen virallinen lista) | 4        |
| フランス (SNEP)                        | 2        |
| ドイツ (Offizielle Top 100)            | 1        |
| 日本・オリコンチャート                 | 2        |
| ニュージーランド (RMNZ)                | 12       |
| ノルウェー (VG-lista)                  | 8        |
| スウェーデン (Sverigetopplistan)       | 9        |
| スイス (Schweizer Hitparade)           | 2        |
| UK アルバムズ (OCC)                    | 1        |
| US Billboard 200                       | 28       |

| 国別チャート(1999)              | 最高順位 |
| ------------------------------- | -------- |
| Australian Albums Chart         | 63       |
| Austrian Albums Chart           | 42       |
| Belgian Albums Chart (Flanders) | 42       |
| Belgian Albums Chart (Wallonia) | 36       |
| Dutch Albums Chart              | 50       |
| French Albums Chart             | 30       |
| German Albums Chart             | 23       |
| Japanese Albums Chart           | 32       |
| Swiss Albums Chart              | 25       |

## 収録曲
| #         | タイトル                             | 作詞・作曲                                                 | 時間  |
| --------- | ------------------------------------ | ---------------------------------------------------------- | ----- |
| 1.        | 「キャンド・ヒート」                 | ケイ、スミス、マッケンジー、アキンボラ、ブキャナン、カッツ | 5:32  |
| 2.        | 「Planet Home」                      | ケイ、スミス                                               | 4:44  |
| 3.        | 「ブラック・カプリコーン・デイ」     | ケイ、スミス、マッケンジー、ブキャナン、カッツ             | 5:42  |
| 4.        | 「Soul Education」                   | ケイ、スミス                                               | 4:16  |
| 5.        | 「Falling」                          | ケイ、スミス                                               | 3:45  |
| 6.        | 「Destitute Illusion」(instrumental) | ケイ、スミス、マッケンジー                                 | 5:40  |
| 7.        | 「スーパーソニック」                 | ケイ、スミス、マッケンジー、アキンボラ、ブキャナン、カッツ | 5:16  |
| 8.        | 「Butterfly」                        | ケイ、スミス                                               | 4:29  |
| 9.        | 「Where Do We Go from Here?」        | ケイ                                                       | 5:14  |
| 10.       | 「キング・フォー・ア・デイ」         | ケイ、スミス、マッケンジー、アキンボラ、ブキャナン         | 3:40  |
| 合計時間: | 合計時間:                            | 合計時間:                                                  | 48:18 |

| #   | タイトル                     | 作詞・作曲       | 時間 |
| --- | ---------------------------- | ---------------- | ---- |
| 11. | 「Getinfunky」(instrumental) | ケイ、ブキャナン | 5:35 |

| #   | タイトル                           | 作詞・作曲   | 時間 |
| --- | ---------------------------------- | ------------ | ---- |
| 11. | 「ディーパー・アンダーグラウンド」 | ケイ、スミス | 4:46 |

| #         | タイトル                                   | 作詞・作曲       | 時間  |
| --------- | ------------------------------------------ | ---------------- | ----- |
| 1.        | 「ディーパー・アンダーグラウンド」         | ケイ、スミス     | 4:46  |
| 2.        | 「Getinfunky」(instrumental)               | ケイ、ブキャナン | 5:35  |
| 3.        | 「Wolf in Sheep's Clothing」(instrumental) | ケイ、ブキャナン | 4:00  |
| 合計時間: | 合計時間:                                  | 合計時間:        | 14:21 |